# Лука Пуј
Лука Пуј (фр. Lucas Pouille; рођен 23. фебруара 1994. године у Гран Синту, Француска) је француски тенисер који је свој најбољи пласман у синглу достигао 19. марта 2018. када је заузимао 10. место на АТП листи. Највише воли да игра на тврдој подлози а омиљени ударац му је форхенд. Отац му је из Француске а мајка из Финске.

## Каријера
Тенис је почео да тренира са осам година.

### 2016.
Прве запажене резултате на турнирима у појединачној конкуренцији постигао је током 2016. године: финале турнира у Букурешту у којем је поражен од Шпанца Фернанда Вердаска и полуфинале мастерса у Риму где је заустављен од Британца Ендија Марија (у главни жреб је ушао као "срећни губитник").
Исте године је на Отвореном првенству Аустралије у конкуренцији парова дошао до полуфинала заједно са сународником Манарином где су изгубили од пара Џејми Мари/Бруно Соарес. Пре тога су у четвртфиналу победили прве носиоце, дубл комбинацију Ројер/Текау.
Најбоље резултате на гренд слемовима је остварио 2016. кад је играо четвртфинала Вимблдона и Отвореног првенства САД.
Први АТП турнир у каријери је освојио 25. септембра 2016. године, када је у финалу Меца победио Доминика Тима са 2:0.
Добитник је награде за играча који је највише напредовао у току 2016. (The Most Improved Player of the Year Award) померивши се са 91. места у фебруару на 15. место на крају поменуте године.

### 2017.
На турниру у Марсеју 2017. стигао је до финала у коме је поражен од сународника Жоа-Вилфрида Цонге у два сета. На премијерном издању турнира у Будимпешти долази до своје друге титуле победивши у финалу Аљажа Беденеа, Словенца са британским држављанством.
Своју прву титулу на трави а другу у 2017. освојио је на турниру у Штутгарту где је у финалу савладао Фелисијана Лопеза. Меч је добио после преокрета, а одсервирао је чак 29 асова.
До прве титуле на турнирима из серије 500 дошао је у Бечу када је у финалу био бољи свог сународника Жоа-Вилфрида Цонге. На тај начин постао је први тенисер у 2017. који је тријумфовао на све три подлоге.

### 2018.
Другу титулу на домаћем тлу освојио је у Монпељеу где је за противника у финалу имао троструког шампиона турнира, Ришара Гаскеа. На путу до титуле спасао је две меч лопте у полуфиналном дуелу против Цонге. Друго АТП финале у 2018. одиграо је у Марсеју где је поражен од Руса Карена Хачанова у три сета. Само три дана касније, у Дубаију, поново се састаје са Хачановим и овога пута побеђује чиме се пласира у четвртфинале. И на овом турниру стиже до саме завршнице, али ипак не успева да победи Шпанца Баутисту Агута. Добри резултати остварени током фебруара и почетком марта омогућили су му напредак на 12. место АТП листе.

## АТП финала

### Појединачно: 9 (5:4)
| Легенда                        |
| ------------------------------ |
| Гренд слем турнири (0:0)       |
| Завршно првенство сезоне (0:0) |
| АТП мастерс 1000 (0:0)         |
| АТП 500 (1:1)                  |
| АТП 250 (4:3)                  |

| Финала по подлози |
| ----------------- |
| Тврда (3:3)       |
| Шљака (1:1)       |
| Трава (1:0)       |

| Финала по локацији |
| ------------------ |
| Отворено (2:2)     |
| Дворана (3:2)      |

| Исход     | Бр. | Датум               | Турнир                | Подлога   | Противник             | Резултат           |
| --------- | --- | ------------------- | --------------------- | --------- | --------------------- | ------------------ |
| Финалиста | 1.  | 25. април 2016.     | Букурешт, Румунија    | Шљака     | Фернандо Вердаско     | 3:6, 2:6           |
| Победник  | 1.  | 25. септембар 2016. | Мец, Француска        | Тврда (д) | Доминик Тим           | 7:6(7:5), 6:2      |
| Финалиста | 2.  | 26. фебруар 2017.   | Марсеј, Француска     | Тврда (д) | Жо-Вилфрид Цонга      | 4:6, 4:6           |
| Победник  | 2.  | 30. април 2017.     | Будимпешта, Мађарска  | Шљака     | Аљаж Бедене           | 6:3, 6:1           |
| Победник  | 3.  | 18. јун 2017.       | Штутгарт, Немачка     | Трава     | Фелисијано Лопез      | 4:6, 7:6(7:5), 6:4 |
| Победник  | 4.  | 29. октобар 2017.   | Беч, Аустрија         | Тврда (д) | Жо-Вилфрид Цонга      | 6:1, 6:4           |
| Победник  | 5.  | 11. фебруар 2018.   | Монпеље, Француска    | Тврда (д) | Ришар Гаске           | 7:6(7:2), 6:4      |
| Финалиста | 3.  | 25. фебруар 2018.   | Марсеј, Француска (2) | Тврда (д) | Карен Хачанов         | 5:7, 6:3, 5:7      |
| Финалиста | 4.  | 3. март 2018.       | Дубаи, УАЕ            | Тврда     | Роберто Баутиста Агут | 3:6, 4:6           |

## Остала финала

### Тимска такмичења: 2 (1:1)
| Исход     | Бр. | Датум                 | Турнир                     | Подлога   | Партнери                                                  | Противници                                                  | Резултат | Извор  |
| --------- | --- | --------------------- | -------------------------- | --------- | --------------------------------------------------------- | ----------------------------------------------------------- | -------- | ------ |
| Победник  | 1.  | 24–26. новембар 2017. | Дејвис куп, Лил, Француска | Тврда (д) | Жо-Вилфрид Цонга Ришар Гаске Пјер-Иг Ербер                | Давид Гофан Стив Дарси Рубен Бемелманс Јорис Де Лоре        | 3:2      | [ 20 ] |
| Финалиста | 1.  | 23–25. новембар 2018. | Дејвис куп, Лил, Француска | Шљака (д) | Жереми Шарди Пјер-Иг Ербер Николас Махут Жо-Вилфрид Цонга | Марин Чилић Борна Ћорић Франко Шкугор Мате Павић Иван Додиг | 1:3      | [ 21 ] |